# Žeravice (Bośnia i Hercegowina)
Žeravice – wieś w Bośni i Hercegowinie, w Federacji Bośni i Hercegowiny, w kantonie zenicko-dobojskim, w gminie Olovo. W 2013 roku pozostawała niezamieszkana.